# Польне (Щецинецький повіт)
Польне (пол. Polne, нім. Pöhlen) — село в Польщі, у гміні Барвиці Щецинецького повіту Західнопоморського воєводства.
Населення — 176 осіб (2011).

## Демографія
Демографічна структура станом на 31 березня 2011 року:
|          | Загалом | Допрацездатний вік | Працездатний вік | Постпрацездатний вік |
| -------- | ------- | ------------------ | ---------------- | -------------------- |
| Чоловіки | 93      | 23                 | 61               | 9                    |
| Жінки    | 83      | 16                 | 47               | 20                   |
| Разом    | 176     | 39                 | 108              | 29                   |